# Михайловка (Рыльский район)
Миха́йловка — село в Рыльском районе Курской области. Административный центр Михайловского сельсовета.

## География
Село находится на одноимённой реке в бассейне Крупки (приток Обесты), в 121 км западнее Курска, в 17 км западнее районного центра — города Рыльск.
Климат
Михайловка, как и весь район, расположена в поясе умеренно континентального климата с тёплым летом и относительно тёплой зимой (Dfb в классификации Кёппена).

## Население
| 2002 | 2010 |
| ---- | ---- |
| 358  | ↘256 |

## Инфраструктура
Личное подсобное хозяйство. Школа. Медпункт. КФХ Ферхофан. Сельская администрация. В селе 161 дом.

## Транспорт
Михайловка находится в 2,5 км от автодороги регионального значения 38К-017 (Курск — Льгов — Рыльск — граница с Украиной), на автодороге межмуниципального значения 38Н-361 (38К-017 — Михайловка — Успешное), в 14 км от ближайшей ж/д станции Крупец (линия Хутор-Михайловский — Ворожба).
В 185 км от аэропорта имени В. Г. Шухова (недалеко от Белгорода).